# Coccophagus atratus
Coccophagus atratus är en stekelart som beskrevs av Compere 1926. Coccophagus atratus ingår i släktet Coccophagus och familjen växtlussteklar. Inga underarter finns listade i Catalogue of Life.